# Vojkovice (ort i Tjeckien, Mellersta Böhmen)
Vojkovice är en ort i Tjeckien.   Den ligger i regionen Mellersta Böhmen, i den centrala delen av landet, 23 km norr om huvudstaden Prag. Vojkovice ligger 171 meter över havet och antalet invånare är 648.
Terrängen runt Vojkovice är platt. Runt Vojkovice är det ganska tätbefolkat, med 179 invånare per kvadratkilometer. Närmaste större samhälle är Mělník, 9,3 km nordost om Vojkovice. Trakten runt Vojkovice består till största delen av jordbruksmark.